# Arnaud Desplechin
Arnaud Desplechin (Roubaix, 31 de octubre de 1960) es un director de cine francés.
Ha recibido premios a la mejor dirección como el César, el Lumières o el Premios SACD de la Quincena de Cineastas del Festival de Cannes. Está considerado heredero directo de la Nouvelle vague. 

## Biografía
Es hijo de un representante de ventas y de una ama de casa, reconvertida en formadora de adultos. Tiene una hermana mayor, Marie, novelista, y dos hermanos gemelos menores que él, Raphaëlle, guionista, y Fabrice, diplomático y actor en varias de sus películas. Tiene un hijo nacido en 2006, fruto de su relación con la escritora Florence Seyvos.
Decidido a ser cineasta desde niño, estudió en el Instituto de Altos Estudios de Cinematografía (en francés Institut des Hautes Études Cinématographiques - IDHEC). Allí coincidió con otros cineastas franceses como Noémie Lvovsky, Pascale Ferran o Éric Rochant, con los que colaboró en numerosas ocasiones.
A principios de la década de 1990 inició su carrera como director con el mediometraje La Vie des morts en el que ya participaron algunos de sus actores preferidos como Marianne Denicourt, Emmanuel Salinger o Emmanuelle Devos, y que, tras su paso por el Festival Premiers Plans de Angers, fue seleccionado para la Semana de la Crítica del Festival de Cannes y le hizo ganar el Premio Jean Vigo.

### Polémica
En 2004 tras el estreno de Rois et Reine, uno de sus grandes éxitos, fue acusado por la actriz Marianne Denicourt, con la que había tenido una relación amorosa, de usar elementos de su vida privada para escribir el guion de la película. La actriz publicó en 2005 un libro escrito en colaboración con la periodista Judith Perrignon titulado Mauvais génie, en el que describía su relación con un director de cine sin escrúpulos llamado Arnold Duplancher. Posteriormente demandó a Desplechin por invasión de la privacidad, y solicitó una compensación de 200 mil euros por daños y perjuicios. La demanda fue desestimada en 2006. La actriz volvió a hablar del caso en 2024, en una entrevista en la revista Elle, en la que afirmó que «con esa película, Arnaud Desplechin violó mi intimidad».

## Filmografía
| Año  | Película                                          | Película                      | Trabajo  | Trabajo   | Notas               |
| Año  | Título original                                   | Título doblaje                | Director | Guionista | Notas               |
| ---- | ------------------------------------------------- | ----------------------------- | -------- | --------- | ------------------- |
| 1984 | Comme les doigts de la main                       | -                             | No       | No        | Fotografía          |
| 1985 | French Lovers                                     | -                             | No       | No        | Fotografía          |
| 1987 | Présence féminine                                 | -                             | No       | No        | Fotografía          |
| 1987 | I fotografia                                      | -                             | No       | No        | Fotografía          |
| 1989 | Un monde sans pitié                               | Un mundo sin piedad           | No       | Sí        |                     |
| 1991 | La Vie des morts                                  | La vida de los muertos        | Sí       | Sí        | Mediometraje        |
| 1992 | La sentinelle                                     | La centinela                  | Sí       | Sí        |                     |
| 1996 | Comment je me suis disputé... (ma vie sexuelle)   | -                             | Sí       | Sí        |                     |
| 2000 | Esther Kahn                                       | Esther Kahn                   | Sí       | Sí        |                     |
| 2003 | Léo, en jouant "Dans la compagnie des hommes"     | -                             | Sí       | Sí        | También productor   |
| 2004 | Rois et Reine                                     | Reyes y reina                 | Sí       | Sí        |                     |
| 2007 | L'aimée                                           | -                             | Sí       | No        |                     |
| 2008 | Un conte de Noël                                  | Un cuento de Navidad          | Sí       | Sí        |                     |
| 2013 | Jimmy P. (Psychothérapie d'un Indien des Plaines) | Jimmy P.                      | Sí       | Sí        |                     |
| 2014 | La forêt                                          | -                             | Sí       | Sí        | Telefilme           |
| 2015 | Trois souvenirs de ma jeunesse                    | Tres recuerdos de mi juventud | Sí       | Sí        |                     |
| 2017 | Les Fantômes d'Ismaël                             | Los fantasmas de Ismael       | Sí       | Sí        |                     |
| 2019 | Roubaix, une lumière                              | Oh Mercy!                     | Sí       | Sí        |                     |
| 2021 | Tromperie                                         | Fantasías de un escritor      | Sí       | Sí        |                     |
| 2021 | Angels in America                                 | -                             | Sí       | No        | Telefilme           |
| 2022 | En thérapie                                       | -                             | Sí       | Sí        | Serie de televisión |
| 2022 | Frère et soeur                                    | Asuntos familiares            | Sí       | Sí        |                     |
| 2024 | Spectateurs!                                      | -                             | Sí       | Sí        | Narrador            |
| 2025 | Deux pianos                                       | -                             | Sí       | Sí        |                     |

## Premios y distinciones
| Año  | Categoría        | Película         | Resultado |
| ---- | ---------------- | ---------------- | --------- |
| 1991 | Premio Procirep  | La Vie des morts | Ganador   |
| 1991 | Gran Premio SACD | La Vie des morts | Ganador   |

| Año  | Categoría                              | Película                                        | Resultado |
| ---- | -------------------------------------- | ----------------------------------------------- | --------- |
| 1992 | Palma de Oro                           | La sentinelle                                   | Nominado  |
| 1996 | Palma de Oro                           | Comment je me suis disputé... (ma vie sexuelle) | Nominado  |
| 2000 | Palma de Oro                           | Esther Kahn                                     | Nominado  |
| 2003 | Premio Un certain regard               | Léo, en jouant "Dans la compagnie des hommes"   | Nominado  |
| 2008 | Palma de Oro                           | Un conte de Noël                                | Nominado  |
| 2013 | Palma de Oro                           | Jimmy P.                                        | Nominado  |
| 2015 | Premio SACD - Quincena de realizadores | Trois souvenirs de ma jeunesse                  | Ganador   |
| 2019 | Palma de Oro                           | Roubaix, une lumière                            | Nominado  |
| 2019 | Queer Palm                             | Roubaix, une lumière                            | Nominado  |
| 2022 | Palma de Oro                           | Frère et soeur                                  | Nominado  |
| 2024 | Premio Ojo Dorado                      | Spectateurs!                                    | Nominado  |

| Año  | Categoría                         | Película                                          | Resultado |
| ---- | --------------------------------- | ------------------------------------------------- | --------- |
| 1993 | Mejor guion original o adaptación | La sentinelle                                     | Nominado  |
| 1993 | Mejor primera película            | La sentinelle                                     | Nominado  |
| 2005 | Mejor película                    | Rois et Reine                                     | Nominado  |
| 2005 | Mejor dirección                   | Rois et Reine                                     | Nominado  |
| 2005 | Mejor guion original o adaptación | Rois et Reine                                     | Nominado  |
| 2009 | Mejor película                    | Un conte de Noël                                  | Nominado  |
| 2009 | Mejor dirección                   | Un conte de Noël                                  | Nominado  |
| 2009 | Mejor guion original              | Un conte de Noël                                  | Nominado  |
| 2014 | Mejor película                    | Jimmy P. (Psychothérapie d'un Indien des Plaines) | Nominado  |
| 2014 | Mejor dirección                   | Jimmy P. (Psychothérapie d'un Indien des Plaines) | Nominado  |
| 2014 | Mejor adaptación                  | Jimmy P. (Psychothérapie d'un Indien des Plaines) | Nominado  |
| 2016 | Mejor película                    | Trois souvenirs de ma jeunesse                    | Nominado  |
| 2016 | Mejor dirección                   | Trois souvenirs de ma jeunesse                    | Ganador   |
| 2016 | Mejor guion original              | Trois souvenirs de ma jeunesse                    | Nominado  |
| 2020 | Mejor película                    | Roubaix, une lumière                              | Nominado  |
| 2020 | Mejor dirección                   | Roubaix, une lumière                              | Nominado  |
| 2020 | Mejor adaptación                  | Roubaix, une lumière                              | Nominado  |

| Año  | Categoría                      | Película         | Resultado |
| ---- | ------------------------------ | ---------------- | --------- |
| 1991 | Mejor director de cortometraje | La Vie des morts | Ganador   |

| Año  | Categoría      | Película                                            | Resultado |
| ---- | -------------- | --------------------------------------------------- | --------- |
| 2004 | Mejor película | Rois et Reine                                       | Ganador   |
| 2013 | Mejor película | Jimmy P. (Psychothérapie d'un Indien des Plaines)]] | Nominado  |
| 2017 | Mejor película | Les Fantômes d'Ismaël                               | Nominado  |
| 2019 | Mejor película | Roubaix, une lumière                                | Nominado  |

| Año  | Categoría       | Película                       | Resultado |
| ---- | --------------- | ------------------------------ | --------- |
| 2009 | Mejor película  | Un conte de Noël               | Nominado  |
| 2009 | Mejor dirección | Un conte de Noël               | Nominado  |
| 2016 | Mejor película  | Trois souvenirs de ma jeunesse | Nominado  |
| 2016 | Mejor dirección | Trois souvenirs de ma jeunesse | Ganador   |
| 2016 | Mejor guion     | Trois souvenirs de ma jeunesse | Nominado  |

| Año  | Categoría                  | Película  | Resultado |
| ---- | -------------------------- | --------- | --------- |
| 2022 | Premio de la Critica ACCEC | Tromperie | Ganador   |

### Condecoraciones
- Oficial de la Orden de las Artes y las Letras ( Francia, 2014)..[12]
- Caballero de la Legión de Honor ( Francia, 2017)..[13]